# Melchior Lundberg den äldre
Johan Melchior Lundberg, oftast kallad Melchior Lundberg den äldre för att skiljas från sin son med samma namn, född 3 mars 1746 i Uppsala, död 28 april 1812 i Stockholm, var en svensk stolmakare verksam i Stockholm.

## Biografi
Lundberg föddes 1746 i Uppsala församling. Han blev mästare vid Stockholms Stolmakareämbete troligen 1775 och var verksam stolmakare fram till sin död 1812. Han erhöll burskap i Stockholm den 9 maj 1775 samt blev senast 1780 bisittare i Stolmakareämbetet. 1790 hade han i sin verkstad två gesäller samt två lärlingar. Han ägde ett stenhus i Kvarteret Styckjunkaren på  Sperlingens backe 41. Han gjorde leveranser bland annat till de Kungliga slotten. Lundberg inspirerades särskild av de engelska möbelkonstnärerna George Hepplewhite och Thomas Sheraton.
Han finns representerad på exempelvis Nordiska museet och Tullgarns slott. Hans möbler är ofta märkta med M.L.B..

### Familj
Lundberg gifte sig första gången med Ulrika Höppener (1750–1779) och med henne fick han två döttrar. Han gifte sig en andra gång med Maria Christina Dahlström (1751–1818) och fick med henne tre barn, varav en son, Melchior Lundberg den yngre, som övertog faderns verkstad och var stolsmakarmästare 1808–1834.

### Utmärkelser
- Mottagare av Serafimermedaljen

## Bilder

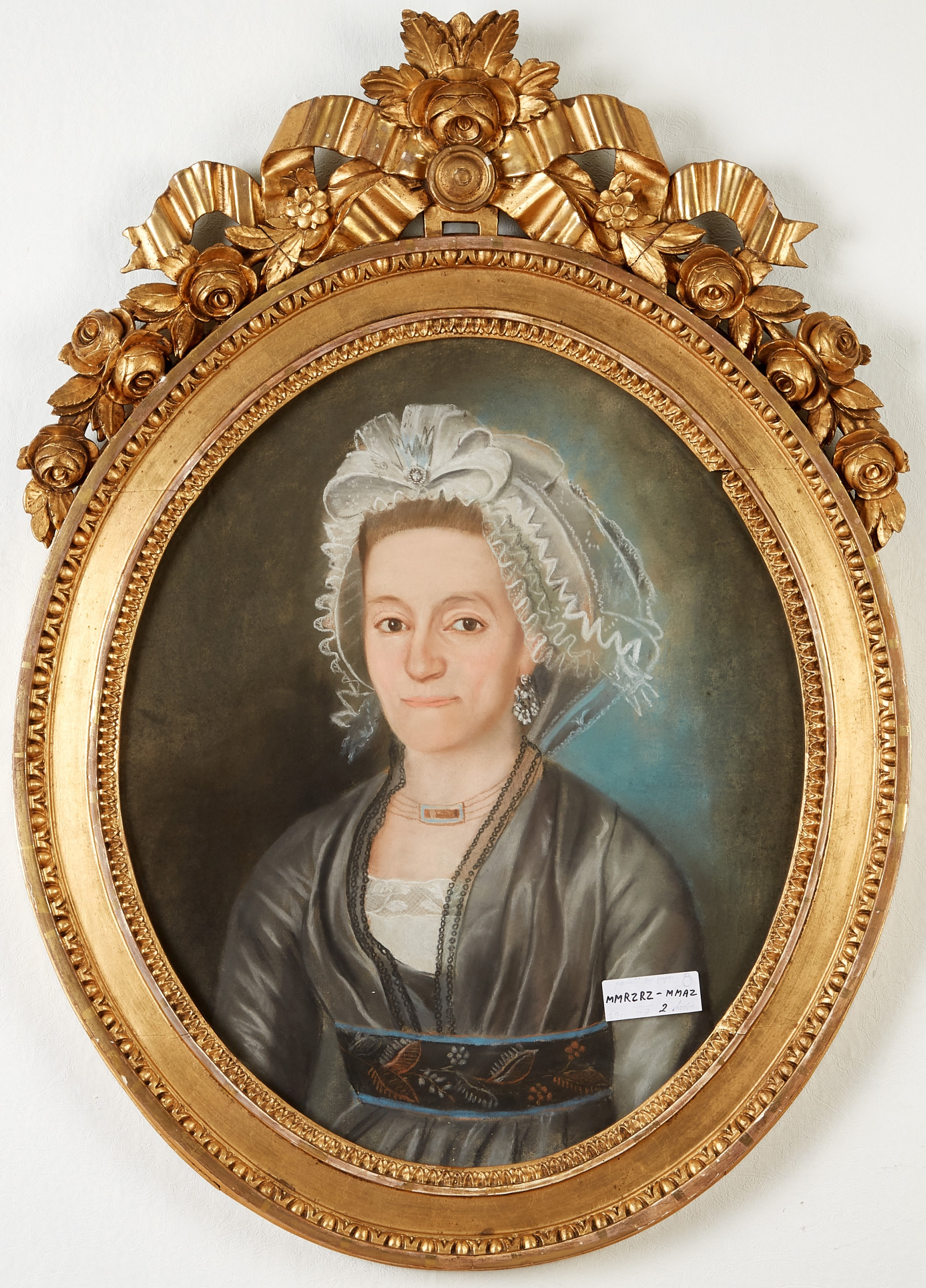
Lundbergs andra hustru, Maria Christina Dahlström, avporträtterad ca 1790 av okänd.